# Nyassachromis
Nyassachromis ist eine Buntbarsch-Gattung, die endemisch im ostafrikanischen Malawisee vorkommt. Der wissenschaftliche Name bezieht sich auf das Verbreitungsgebiet („Nyassa“ = Name des Malawisees in Tansania + „chromis“ = alte Bez. für. Buntbarsche).

## Merkmale
Nyassachromis-Arten werden etwa 11,5 bis 25,0 cm lang. Im Vergleich mit anderen Haplochromis-Verwandten sind sie mehr langgestreckt und haben einen langen Schwanzstiel. Der Kopf ist klein und zugespitzt, das Maul endständig und klein. Der Gattung fehlen morphologische Besonderheiten. Insbesondere die Abgrenzung zur Gattung Copadichromis ist schwierig. Zeichnungsmuster sind meist nicht ausgebildet oder höchstens als zwei Längsstreifen vorhanden. Während der Balz sind keine Längsstreifen sichtbar. Querstreifen sind nicht oder nur sehr schwach ausgebildet.

## Lebensweise
Wie fast alle Buntbarsche des Malawisees sind die Nyassachromis-Arten maternale Maulbrüter. Sie leben vor allem in der Sandzone, ernähren sich von Zooplankton, Phytoplankton, kleinen Wirbellosen und Algen und bauen zum Laichen Sandkegelnester.

## Arten
Es gibt acht beschriebene Arten:
- Nyassachromis boadzulu (Iles, 1960)
- Nyassachromis breviceps (Regan, 1922) (Typusart)
- Nyassachromis leuciscus (Regan, 1922)
- Nyassachromis microcephalus (Trewavas, 1935)
- Nyassachromis nigritaeniatus (Trewavas, 1935)
- Nyassachromis prostoma (Trewavas, 1935)
- Nyassachromis purpurans (Trewavas, 1935)
- Nyassachromis serenus (Trewavas, 1935)